# Нортом (Міннесота)
Нортом (англ. Northome) — місто (англ. city) в США, в окрузі Кучичинг штату Міннесота. Населення — 155 осіб (2020).

## Географія
Нортом розташований за координатами 47°52′48″ пн. ш. 94°16′45″ зх. д. / 47.88000° пн. ш. 94.27917° зх. д. (47.879924, -94.279268).  За даними Бюро перепису населення США в 2010 році місто мало площу 4,92 км², з яких 3,91 км² — суходіл та 1,01 км² — водойми. В 2017 році площа становила 4,56 км², з яких 3,77 км² — суходіл та 0,79 км² — водойми.

## Демографія
Згідно з переписом 2010 року, у місті мешкало 200 осіб у 89 домогосподарствах у складі 53 родин. Густота населення становила 41 особа/км².  Було 104 помешкання (21/км²).
Расовий склад населення:
| - 97,0 % — білих - 1,0 % — корінних американців |

До двох чи більше рас належало 2,0 %. Частка іспаномовних становила 0,0 % від усіх жителів.
За віковим діапазоном населення розподілялося таким чином: 22,0 % — особи молодші 18 років, 54,5 % — особи у віці 18—64 років, 23,5 % — особи у віці 65 років та старші. Медіана віку мешканця становила 49,7 року. На 100 осіб жіночої статі у місті припадало 90,5 чоловіків;  на 100 жінок у віці від 18 років та старших — 83,5 чоловіків також старших 18 років.
Середній дохід на одне домашнє господарство  становив 39 604 долари США (медіана — 27 727), а середній дохід на одну сім'ю — 44 802 долари (медіана — 32 500). За межею бідності перебувало 35,4 % осіб, у тому числі 65,4 % дітей у віці до 18 років та 28,2 % осіб у віці 65 років та старших.
Цивільне працевлаштоване населення становило 106 осіб. Основні галузі зайнятості: освіта, охорона здоров'я та соціальна допомога — 43,4 %, мистецтво, розваги та відпочинок — 17,9 %, роздрібна торгівля — 14,2 %.